# Chet Atkins
Chester Burton "Chet" Atkins, född 20 juni 1924 i Luttrell i Union County, Tennessee, död 30 juni 2001 i Nashville, Tennessee, var en amerikansk gitarrist och skivproducent. Förutom en solokarriär, som inleddes redan 1942, började han under tiden på RCA Victor att producera andra artisters skivor, och medverka som studiogitarrist på dessa. Under slutet av 1950-talet skapade han, tillsammans med bland andra Floyd Cramer, den stil inom countrymusik som kallas Nashvillesoundet, men producerade samtidigt Elvis Presleys första skiva på RCA, och återfinns även som kompgitarrist på denna.
Chet Atkins invaldes i Rock and Roll Hall of Fame år 2002.

## Diskografi
Album
- 1952 – Chet Atkins' Gallopin' Guitar
- 1953 – Stringin' Along With Chet Atkins (10"-version)
- 1954 – A Session with Chet Atkins
- 1955 – Stringin' Along With Chet Atkins (LP-version)
- 1955 – Chet Atkins in Three Dimensions
- 1956 – Finger Style Guitar
- 1957 – Chet Atkins at Home
- 1957 – Hi Fi in Focus
- 1959 – Chet Atkins in Hollywood
- 1959 – Hum & Strum Along with Chet Atkins
- 1959 – Mister Guitar
- 1960 – Teensville
- 1960 – The Other Chet Atkins
- 1961 – Chet Atkins' Workshop
- 1961 – Christmas with Chet Atkins
- 1961 – The Most Popular Guitar
- 1961 – Chet Atkins Plays Great Movie Themes
- 1962 – Chet Atkins Plays Back Home Hymns
- 1962 – Caribbean Guitar
- 1962 – Down Home
- 1963 – Our Man in Nashville
- 1963 – Teen Scene
- 1963 – Travelin'
- 1964 – Guitar Country
- 1964 – Progressive Pickin'
- 1965 – My Favorite Guitars
- 1965 – More of That Guitar Country
- 1966 – Chet Atkins Picks on The Beatles
- 1966 – From Nashville With Love
- 1966 – Music From Nashville, My Home Town
- 1967 – It's a Guitar World
- 1967 – Picks the Best
- 1967 – Class Guitar
- 1968 – Hometown Guitar
- 1968 – Solid Gold 68
- 1968 – Solo Flights
- 1969 – Lover's Guitar
- 1969 – Solid Gold 69
- 1970 – Yestergroovin'
- 1970 – Solid Gold 70
- 1970 – Pickin' My Way
- 1971 – For the Good Times
- 1972 – Picks on the Hits
- 1973 – Alone
- 1975 – The Night Atlanta Burned
- 1975 – Chet Atkins Goes to the Movies
- 1977 – Me and My Guitar
- 1981 – Country After All These Years
- 1983 – Work It Out with Chet Atkins C.G.P.
- 1985 – Stay Tuned
- 1986 – Street Dreams
- 1987 – Sails
- 1988 – Chet Atkins, C.G.P.
- 1990 – Neck and Neck (med Mark Knopfler)
- 1994 – Read My Licks
- 1996 – Almost Alone
- 2003 – Solo Sessions

## Signaturmodeller
- Gibson
  - CE/CEC
  - Studio CE/CEC
  - SST
  - L-10
- Gretsch
  - Chet Atkins Signature Nashville
  - 6120 Chet Atkins Hollowbody
  - Country Gentleman
  - Tennessean
  - 7660 Chet Atkins
  - W6190 Super Chet
- Epiphone
  - Chet Atkins SST
  - Chet Atkins CE
  - Chet Atkins CEC